# Playa Colorado
Playa Colorado (röda stranden) är en badort vid Nicaraguas Stillahavskust. Den ligger vid Los Perros i kommunen Tola, mellan de närliggande badorterna Popoyo och El Gigante. 

## Aktiviteter
Det finns utmärkta bad- och surfingmöjligheter i Playa Colorado. Hacienda Iguana Golf och Beach Club har en golfbana med nio hål.

## Transporter

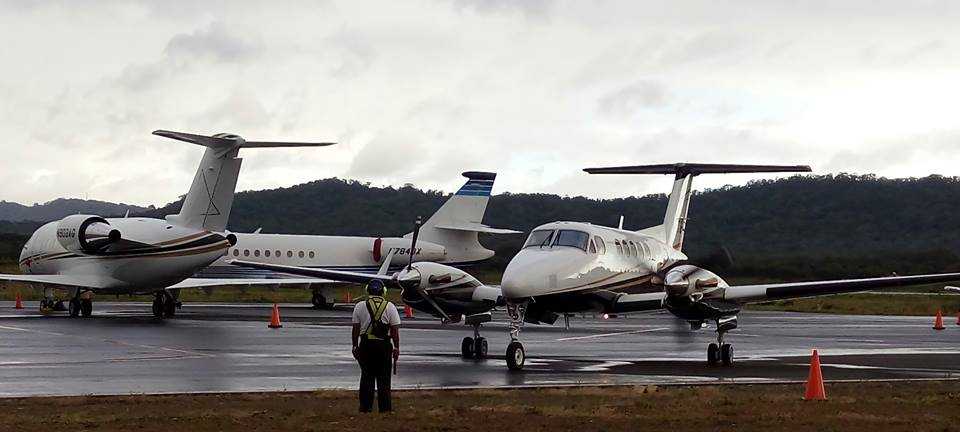
Flygplatsen Costa Esmeralda

Playa Colorado ligger endast två kilometer från flygplatsen Costa Esmeralda, som dock inte har någon reguljär flygtrafik. 